# Haal me naar boven
Haal me naar boven is een lied van de Nederlandse rapper Ronnie Flex in samenwerking met de Braziliaans-Nederlandse zangeres Sarita Lorena. Het werd in 2019 als single uitgebracht. 

## Achtergrond
Haal me naar boven is geschreven door Ronell Plasschaert, Joey Moehamadsaleh, Luna Mae, Romano Wijnstein, Sarah De Sousa Goncalves en Stefan Kartoredjo en geproduceerd door Ronnie Flex en Jordan Wayne. Het is een nummer uit de genres nederhop, latin pop en bachata. In het lied zingen de liedvertellers over hun relatie en het onbegrip over deze relatie van de mensen om hun heen. In het lied wordt zowel in het Nederlands als in het Portugees gezongen. De instrumenten op het lied zijn ingespeeld door Ronnie Flex zelf. Het lied werd gebruikt in een reclame voor de frisdrank BubbelFrisss. Het lied werd bij radiozender NPO FunX uitgeroepen tot DiXte track van de week. Op de B-kant van de single is een instrumentale versie van het lied te vinden. De single heeft in Nederland de gouden status.

## Hitnoteringen
De artiesten hadden succes met het lied in de hitlijsten van het Nederlands taalgebied. Het piekte op de 22e plaats van de Single Top 100 en stond zes weken in deze hitlijst. De Top 40 werd niet bereikt; het lied bleef steken op de eerste plaats van de Tipparade. 